# La Voix - Le Bocage
La Voix - Le Bocage est un journal hebdomadaire français diffusé le jeudi dans les régions de Vire où elle a son siège.
Ce journal est vendu 1,30 euro et distribué dans les cantons de Vire, Condé-sur-Noireau, Aunay-sur-Odon, Saint-Sever et Le Bény-Bocage. 

## Historique
Le premier numéro de La Voix du Bocage paraît le jeudi 21 septembre 1944. Cet hebdomadaire républicain de l'arrondissement de Vire est dirigé par Jean-Étienne Marcel Le Cornec, imprimeur, et directeur avant la Seconde Guerre mondiale de l’hebdomadaire Le Bocage de la famille de l’imprimeur virois Roger Eng, interdit durant l’occupation pour ne pas s'être soumis à la censure allemande.
La veuve de Jean-Etienne-Marcel Le Cornec, Irène, succède à son époux en 1959.
En 1974, l’hebdomadaire est au groupe de presse de Robert Hersant. C'est en mars 1975 que le journal prend le nom de La Voix - Le Bocage. Le journal paraît désormais le mardi et une seconde édition fait son apparition le vendredi en 1977, comme les autres journaux calvadosiens du groupe Hersant.
Le 2 juin 1978, Amédée Morineau, cadre du groupe de presse de Robert Hersant, devient directeur de la publication. François Mercader succède à Amédée Morineau en mars 1984. Il devient directeur de la publication et gérant de La Voix - Le Bocage.
Le titre retrouve une parution hebdomadaire le vendredi en juillet 1999 avec deux éditions (Vire-Bocage et Vire-Pré-Bocage).
La Voix - Le Bocage propose à ses lecteurs chaque semaine un cahier spécial gratuit « Loisirs en Normandie », sans oublier le cahier spécial « Patrimoine », chaque année au moment des journées nationales.
Le journal couvre les cantons de Vire, Vassy, Bény-Bocage, Condé-sur-Noireau, Tinchebray, Saint-Sever, Sourdeval, Saint-Pois, Aunay-sur-Odon, Villers-Bocage et Caumont-l'Éventé.
Elle fait partie du groupe de presse des hebdomadaires normands repris le 1er octobre 2007 par le groupe Publihebdos.